# Жылан-Арык
Жылан-Арык (кирг. Жылан-Арык) — село в Нарынском районе Нарынской области Кыргызстана. Административный центр Сары-Ойского аильного округа.
Население в 2009 году составляло 1113 человек. 
Находится на высоте 1695 м над уровнем моря.
Находится в зоне ожидаемых землетрясений  II-категории опасности с возможной балльностью 5-7 единиц.